# Recifesius pernambucanus
Recifesius pernambucanus is een hooiwagen uit de familie Escadabiidae.